# جيمس هوارد (شاعر)
جيمس هوارد (بالإنجليزية: James Howard)‏ هو شاعر أمريكي، ولد في 1956 في ساكرامنتو في الولايات المتحدة.